# افتخار بتسی
افتخار بتسی یک فیلم صامت محصول ۱۹۲۸ دارای سکانس‌های ناطق است. این فیلم برپایه نمایش نامه ای به همین نام اثر ریدا جانسون یانگ ساهته شده‌است و در این فیلم دولورس کاستلو بازی می‌کند. این فیلم توسط برادران وارنر تولید شده و نامزد دریافت جایزه اسکار برای بهترین نویسندگی اقتباسی در ۱۹۲۹ شده‌است. این فیلم به کارگردانی آلن کراس لند با فیلمبرداری هال مور ساخته شده‌است. چاپ بی صدای این فیلم در کتابخانه کنگره در دسترس است، و درحالی که نسخه از برخی از قرقره‌های صوتی مفقود است، مشخص نیست که نسخه‌های دیگر صدادار در جای دیگر در دسترس است یا نه. آهنگ ناقص ویتافون در بایگانی فیلم و تلویزیون یوسی ال ای در دسترس است.
اگرچه فیلمنامه این فیلم توسط آنتونی کولدوی و جک جارمث نوشته شده‌است (که بعداً مشخص شده که جارمث فقط میان نویس هارا نوشته‌است)، اما فقط کولدوی نامزد دریافت جایزه اسکار شد.